# Фрогн
Фрогн (норв. Frogn) — коммуна в губернии Акерсхус в Норвегии. Административный центр коммуны — город Дрёбак. Официальный язык коммуны — букмол. Население коммуны на 2007 год составляло 14 245 чел. Площадь коммуны Фрогн — 85,66 км², код-идентификатор — 0215.

## История населения коммуны
Население коммуны за последние 60 лет.

Статистика коммуны Фрогн